# Blanca de Gassó y Ortiz
Blanca de Gassó y Ortiz (Madrid, 26 de novembre de 1846-15 d'abril de 1877) va ser una escriptora espanyola del Romanticisme tardà.

## Naixement
Va néixer a la vila de Madrid el 26 de novembre de 1846, un naixement envoltat de misteri per als seus contemporanis perquè era filla de mare soltera, Fernanda López, probablement una ballarina. Ens els seus primers anys també anomenada Adela, en algun moment va ser acollida per Máxima Ortiz, dedicada al comerç, la qual el 1857 es casaria amb l'hisendat català Antoni Jacint de Gassó. El matrimoni probablement la va acabar adoptant el 1859.

## Trajectòria
Gassó va començar a escriure a la seva joventut, el 1866 amb 19 anys va publicar la seva primera poesia a El Álbum de las Familias. Al llarg de la seva vida va col·laborar amb diverses revistes i diaris literaris com Moda Elegante Ilustrada i Almanaque del Tocador, on van aparèixer molts dels seus articles i poesies amb força èxit, i també a La Lira, La Guirnalda, El Bazar i El Correo de Moda, entre d'altres, incloent-hi alguns diaris d'altres províncies. Conreà principalment la poesia, destacant entre les seves obres Corona de la infància (1867), descrita per la seva col·lega Ángela Grassi, com una obra amb conceptes d'altura i diversa en temes, amb un to moral i esperit didàctic i influïda per la literatura popular. Era una obra adreçada als nens i que Gassó va dedicar als infants d'Espanya, raó per la qual els reis van atorgar-li un obsequi. En honor d'Alfons XII també va escriure l'obra Cantares (1873), conservada a la biblioteca del Palau Reial de Madrid.
A banda de la poesia també va escriure teatre. L'única localitzada és una obra de teatre patriòtica titulada Dos de mayo, estrenada el 1873 al Teatre Romea de Madrid. Tanmateix, també estan documentades les comèdia d'una acte El primer vuelo i la tragèdia Numancia, malgrat que no han estat localitzades. Val a dir que el mateix 1873, va iniciar l'edició El amigo de las damas, un almanac anual que reunia treballs de diferents autors, que va durar fins a 1876.
Va ser membre de la Sociedad de Escritores y Artistas españoles, en un moment que per accedir-hi calia l'apadrinament d'altres socis i el dictamen favorable d'una comissió; en Junta General d'aquesta entitat Gonzalo de las Casas exposà que Gassó era la mostra de la il·lustració de les dames espanyoles a la societat, una afirmació que fou aplaudida pels presents. També va ser sòcia de la Societat Económica Matritense de Amigos del País.

## Mort
El 5 d'abril de 1877, a la botiga familiar, situada a la residència dels Gassó al carrer del Caballero de Gracia, el seu pare li va disparar al cap amb un revòlver, ferint-la mortalment i després es va suïcidar. Malgrat que Gassó va ser portada a l'hospital de la Princesa, va morir la matinada del 15 d'abril. Alguns atribueixen l'atac del seu pare al fet que fos espiritista i la disconformitat amb els amors de la seva filla, la qual va contraure matrimoni i va atorgar testament poc abans de morir.